# Wahlwort
Als Wahlwort (englisch wahlwort; auch: Verlängerungswort oder Füllwort) wird in der Kryptologie, speziell in Zusammenhang mit der im Zweiten Weltkrieg von der deutschen Wehrmacht zur Verschlüsselung ihres Nachrichtenverkehrs verwendeten Rotor-Chiffriermaschine Enigma, ein möglichst zufällig zu wählendes Wort bezeichnet, das am Anfang oder Ende des Klartextes eines Funkspruchs eingefügt wird. Dadurch sollte die gegnerische Kryptanalyse erschwert und die Entzifferung des Geheimtextes verhindert werden.

## Anwendung
Laut damals geheimer Dienstvorschrift Der Schlüssel M – Verfahren M Allgemein diente diese Maßnahme in erster Linie dazu, Funksprüche auf diese Weise „auf unterschiedliche Länge“ zu bringen (mit Schlüssel M war die Enigma-M4 gemeint). Oft mussten nämlich inhaltsgleiche Klartexte unterschiedlichen Empfängern verschlüsselt mitgeteilt werden. Dazu wurden sie entsprechend den diversen Schlüsselnetzen mit unterschiedlichen Schlüsseln verschlüsselt, was unterschiedliche Geheimtexte mit jedoch gleicher Textlänge ergibt. Fallen nun dem Gegner nahezu gleichzeitig mehrere unterschiedliche, aber gleich lange Geheimtexte auf, eventuell noch vom selben Absender, so liegt für ihn die Vermutung einer „Geheimtext-Geheimtext-Kompromittierung“ nahe. Die britischen Codebreakers im englischen Bletchley Park (B.P.) kannten und schätzten diesen Fall und nannten ihn einen Kiss (englisch für: „Kuss“). Solch ein Kiss galt als idealer Einstieg zum Brechen des Funkspruchs, noch deutlich besser als ein „Crib“, also eine vermutete Textpassage.
Durch Einfügen von Wahlwörtern unterschiedlicher Länge am Anfang oder Ende des Spruchs, gelegentlich auch am Anfang und am Ende, werden die Sprüche auf unterschiedliche Längen gebracht und dem Gegner somit diese Einstiegsmöglichkeit verwehrt oder doch zumindest erschwert. Die Länge eines Wahlworts lag in der Regel zwischen vier und vierzehn Buchstaben. Die deutsche Dienstvorschrift nennt als Beispiele „Wassereimer, Fernsprecher, Eichbaum, Dachfirst, Kleiderschrank“. In der Praxis kamen auch gelegentlich Wahlwörter nur der Länge drei vor wie ABC oder XXX, aber auch sehr lange Wortungetüme wie DONAUDAMPFSQIFFAHRTSGESELLSQAFTSKAPITAEN oder HOTTENTOT[T]ENPOTENTATENTANTENATTENTAETER.
Der Grund, als Wahlwörter mehr oder weniger sinnvolle Wörter der deutschen Sprache zu wählen, häufig Komposita, also zusammengesetzte Substantive, und nicht etwa irgendwelche sinnlosen Zufallstexte, wie CIHJT UUHML, ist darin zu sehen, dass dem befugten Empfänger der Nachricht so signalisiert werden konnte, dass er den verschlüsselten Funkspruch fehlerfrei entschlüsselt hatte. Allerdings war vorgeschrieben, dass ein Wahlwort nicht in Zusammenhang mit dem eigentlichen Nachrichteninhalt des Funkspruchs stehen durfte. Und selbstverständlich durfte es weder gegen „gegen Zucht und Ordnung verstoßen“ noch „persönliche Mitteilungen“ enthalten.
Wahlwörter kamen auch in Zusammenhang mit anderen Chiffriermaschinen zum Einsatz, beispielsweise beim „Geheimschreiber“ Siemens & Halske T52.

## Wirkung
Tatsächlich erschwerte die Einführung von Wahlwörtern, die von den Briten erstmals im Dezember 1942 in Nordafrika beobachtet wurde, den Codebreakers die Arbeit. Allerdings waren sie zu diesem Zeitpunkt schon so lange und so tief in die deutschen Methoden eingedrungen und waren mit deren Gewohnheiten so gut vertraut, dass der weitere erfolgreiche Bruch auf diese Weise nicht mehr aufgehalten werden konnte. Es war für sie zwar lästig, wenn sie aufgrund der unbekannten Länge des Wahlworts nun eine am Anfang des Funkspruchs vermutete Textpassage an mehreren Positionen ausprobieren mussten, aber die Entzifferung konnte so nicht verhindert werden. Die britische Nachkriegsbewertung dieser deutschen Maßnahme lautet too little and too late (deutsch „zu wenig und zu spät“). Wie bei vielen anderen deutschen Maßnahmen zur Stärkung der kryptographischen Sicherheit der Enigma, wie beispielsweise auch bei der Einführung der kryptographisch starken Methoden der Enigma-Uhr oder der steckbaren Umkehrwalze D, scheiterte auch die Wahlwort-Methode, weil sie nicht abrupt und flächendeckend eingeführt wurde und weil sie zu spät kam.

“Introduced in 1940 on a wholesale scale, wahlworts might have knocked out the infant Crib Room before it had got properly on its feet.”

„[Im Jahr] 1940 im großen Maßstab eingeführt, hätten Wahlwörter möglicherweise den [damals] noch in den Kinderschuhen steckenden Crib-Raum lahmlegen können, bevor er vernünftig auf die eigenen Füße gekommen wäre.“